# Magliano Sabina
Magliano Sabina è un comune italiano di 3 447 abitanti della provincia di Rieti nel Lazio.

## Geografia fisica

### Territorio
Geograficamente nella Valle del Tevere, il comune di Magliano Sabina è dislocato tra Lazio ed Umbria. Il centro abitato sorge a 222 metri di altitudine su un terrazzo fluviale del Tevere. Il territorio è caratterizzato da un andamento collinare che precede il Subappennino (Monte Cosce e  Monte Rosaro oggi chiamato Monte San Pancrazio). Il Torrente Campana o Aia di Campana, nel primo tratto scorre tra le colline di Cicignano e Collesala dove ne delimita il territorio comunale, l'omonima valle e l'antica strada Campana collegava il Tevere dove il torrente trova la foce.  Il Torrente Aia, proveniente da Poggio Sommavilla, confluisce nel Tevere, circa frontalmente la foce del Treja nei pressi di Foglia.

### Clima
Classificazione climatica: zona D, 1769 GR/G

## Storia

### Epoca preistorica
Alle origini il territorio era ricoperto dal mare, successivamente da un lago, detto Tiberino. Nel Pliocene emersero le colline attuali, dove ossidiane e selci lavorate indicano la comparsa dell'uomo.

### Epoca arcaica
Le necropoli del Giglio, di San Biagio, di Castellano e di Collicello restituiscono reperti di un villaggio arcaico collegato agli insediamenti arcaici di Foglia e Poggio Sommavilla nella Valle del Tevere i cui reperti sono visibili nel Museo civico archeologico di Magliano Sabina.

### Epoca romana
Ville rustiche di età repubblicana e imperiale in tutto il territorio e un nucleo abitato nella valle del Tevere, denominato Catiliano (oggi stazione dell'Autostrada del Sole-A1), testimoniano la conquista romana.

### Medioevo
Dopo la guerra goto-bizantina i Longobardi occupano Catiliano, posto al confine con lo Stato della Chiesa, e si stanziano nel “luogo chiamato Malliano” (VIII secolo), dove si trovano la chiesa di Santa Eugenia e quella di San Giovenale (817). Qui nasce il primo nucleo urbano, che subisce dall'876 al 913 le incursioni dei Saraceni. A difesa si costruisce il castello di Santa Eugenia. Nel XII secolo Magliano è già una fortezza ben munita e importante, tanto che ospita nel 1155 Adriano IV e Federico Barbarossa ed è soggetto al papato. Nel 1278 gli abitanti sono circa 1.500. In questo periodo si scontra con il comune di Narni, con cui stabilisce un patto di amicizia. Nel 1311 il senatore capitolino, Ludovico di Savoia assoggetta Magliano al Comune di Roma, di cui diventa vassallo.

### Rinascimento
Nel secolo XV, grazie al porto fluviale, Magliano gode di una sostanziale ricchezza. Alessandro VI (1495) elegge Magliano sede della Diocesi Sabina e lo fregia del titolo di città. Il 26 gennaio 1593 il cardinale Paleotti istituisce il Seminario Sabino; vi sono sette chiese parrocchiali, alcuni conventi ed un istituto di ospitalità. Conta circa 3500 anime. La costruzione di Ponte Felice (1598-1623), voluta da Sisto V, elimina il porto fluviale, fonte di ricchezza, ma la deviazione del Tevere per la costruzione del ponte genera acque stagnanti, che diffondono epidemie. Magliano si avvia verso una diffusa miseria.
Nel 1600 «ha questa Città, oggidì per le miserie de' tempi, assai scaduta dal suo antico splendore, e che non gli rimasto poco più altro di onore, se non quello del Trono Vescovile, il territorio non è molto fertile, né meno, per la scarsezza del popolo, molto coltivato». Il capo priore manda gli elenchi dei miserabili e i debiti della Comunità al posto delle previsioni di bilancio. Nel 1700 « … questa Città videsi nella dura necessità, che questa Popolazione dovesse abbandonare le proprie Case, e fissare la rispettiva residenza chi negli Orti esistenti dentro la medesima, e chi nelle proprie Campagne... ». Inoltre «Nella Comunità di Magliano in Sabina per causa di terremoti, e tempi di piogge, molte famiglie oneste muoiono per la fame, per cui si deve provvedere... ». La popolazione si riduce a circa 1 800 abitanti.

### Risorgimento
Nel periodo napoleonico Magliano è sede di cantone ed entra nel Dipartimento del Tevere. Agli inizi del 1800 la comunità conta 1 214 abitanti; negli anni Venti ha 1387 anime, che diventano 1634 al tempo del cardinale Carlo Odescalchi (1833-1836). Nel 1847 Pio IX toglie al comune di Roma i diritti di vassallaggio su Magliano dopo 536 anni. Passata la breve esperienza della Repubblica Romana, la città entra nella Delegazione di Rieti (1850) e ha una popolazione di circa 2 000 abitanti.
Dal 1860 al 1870 è terra di confine fra lo Stato Pontificio e il Regno d'Italia ed appartiene alla Provincia dell'Umbria (in seguito di Perugia). La popolazione passa dai circa 2 000 abitanti del 1860 ai 3108 del 1870, nonostante una violenta epidemia di colera (1867) avesse mietuto circa cento vittime in tre mesi. Alla vigilia della presa di Roma, nel settembre 1870, il generale Raffaele Cadorna insedia a Magliano il suo stato maggiore per attaccare lo Stato Pontificio.
L'apertura verso Roma, grazie alla linea ferroviaria Roma-Orte (1866), dà un forte impulso al commercio e all'agricoltura. Nel 1904 scoppiano moti contadini di risonanza nazionale.

### Resistenza al nazifascismo
Nella prima guerra mondiale Magliano registra molti caduti al fronte.
Nel quadro delle lotte proletarie rivoluzionarie del Biennio Rosso nel regno d'Italia, tra il 1919-1920 a Magliano i contadini rivendicano i diritti sociali, scioperano e occupano le terre da coltivare e si scontrano con le squadre fasciste organizzate e promosse da Valentino Orsolini Cencelli. Durante il fascismo i territori dei comuni e delle province vengono modificati: Magliano passa dalla provincia di Perugia a quella di Roma (1923) e, nel 1927, a quella di Rieti.
Durante la lotta di liberazione dal nazifascismo nella valle del Tevere, nei pressi della Localita' Frangellini non lontano da Borghetto, frazione di Civita Castellana, avvenne un'azione legata alla resistenza, ricordata nelle memorie di Edmondo Marinelli, comandante partigiano del Btg. Giovanni Manni- Brigata garibaldina A.Gramsci:
«Ai primi di novembre (1943) venuto a conoscenza che un caccia tedesco era stato abbattuto, da aerei alleati, con Mario Formaggi, Ultimo Bussoletti, Alverio Forti, ex carabiniere, Villemo Maggi, Luigi Commissari e Stefano Rossi ci recammo a Francellini (frazione del comune di Magliano Sabina nella valle del Tevere) vicino alla stazione di Civita Castellana. Smontammo alla meglio due mitragliere, prendemmo su alla meglio qualche nastro di munizioni, e riposto tutto in un fascio di scopigli, le trasportammo di notte a Otricoli e a Gualdo. Potremmo renderle funzionanti grazie a Egisto Rossi, al quale avevamo recuperato a San Gemini un tornio che i tedeschi stavano trafugando in Germania.»
Dalle Memorie di Edmondo Marinelli:
«Dopo la liberazione di Otricoli, Narni e Terni raggiunsi a piedi la mia famiglia a Gualdo.
La tregua duro’ poco, perche’ il giorno dei funerali di Tersilio Poggetti partigiano del “Manni”, ucciso dai tedeschi durante il rastrellamento sopra a Calvi dell’Umbria, ne rinvenimmo il corpo che una volta dissepolto venne riconosciuto da suo cugino Antonio Rossi grazie alla fibia dei pantaloni. La giustificata emozione fece scatenare l’ira di tanti antifascisti di Magliano Sabina che avevano subito il saccheggio e l’incendio delle loro case coloniche di proprieta’ del conte Cencelli e di quelli di Otricoli per le angherie subite.
Se la presero con l’agrario Gualtiero Birelli “Birellone” che fra l’altro aveva comandato gli squadristi durante gli incresciosi fatti di Magliano Sabina.»

### Periodo contemporaneo
Negli anni fra le due guerre mondiali Magliano beneficia di un'economia florida, ma con la guerra va verso un'inesorabile decadenza. Nel dopoguerra si riprende, ma nel 1956 una stagione inclemente colpisce l'agricoltura e spopola le campagne. I lavori per la costruzione dell'Autostrada del Sole (fine anni Cinquanta) portano lavoro e benessere. Dopo l'inaugurazione del casello dell'A1 (1963), Magliano conta intorno a 4 000 abitanti, che negli anni settanta scendono notevolmente a circa 3.500, per attestarsi a poco più di 3.800, quanti risultano oggi.

## Monumenti e luoghi d'interesse

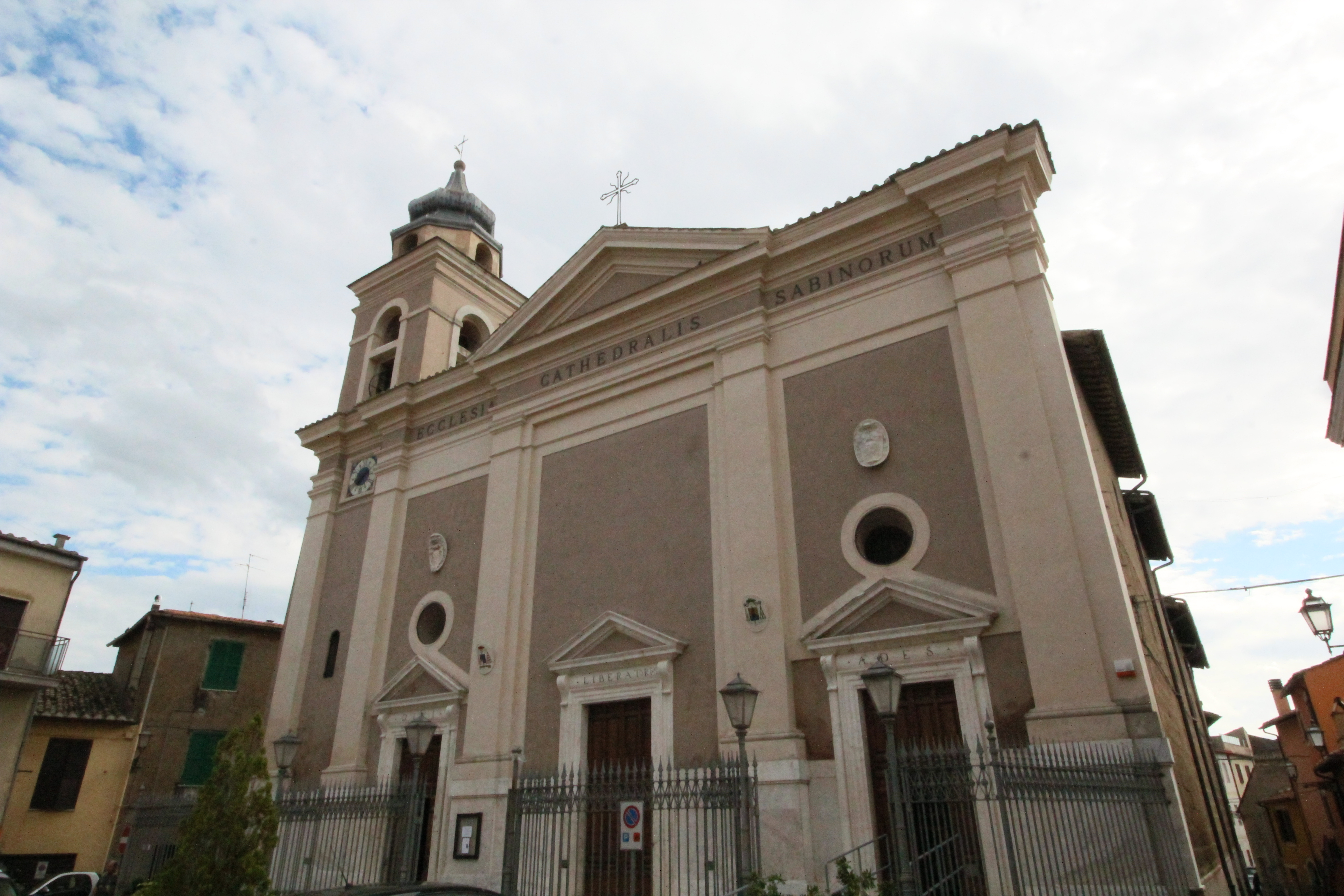
La cattedrale dei Sabini, i disegni architettonici del duomo sono riferibili a Jacopo Barozzi da Vignola.

### Architetture religiose
- Cattedrale dei Sabini-Duomo di San Liberatore

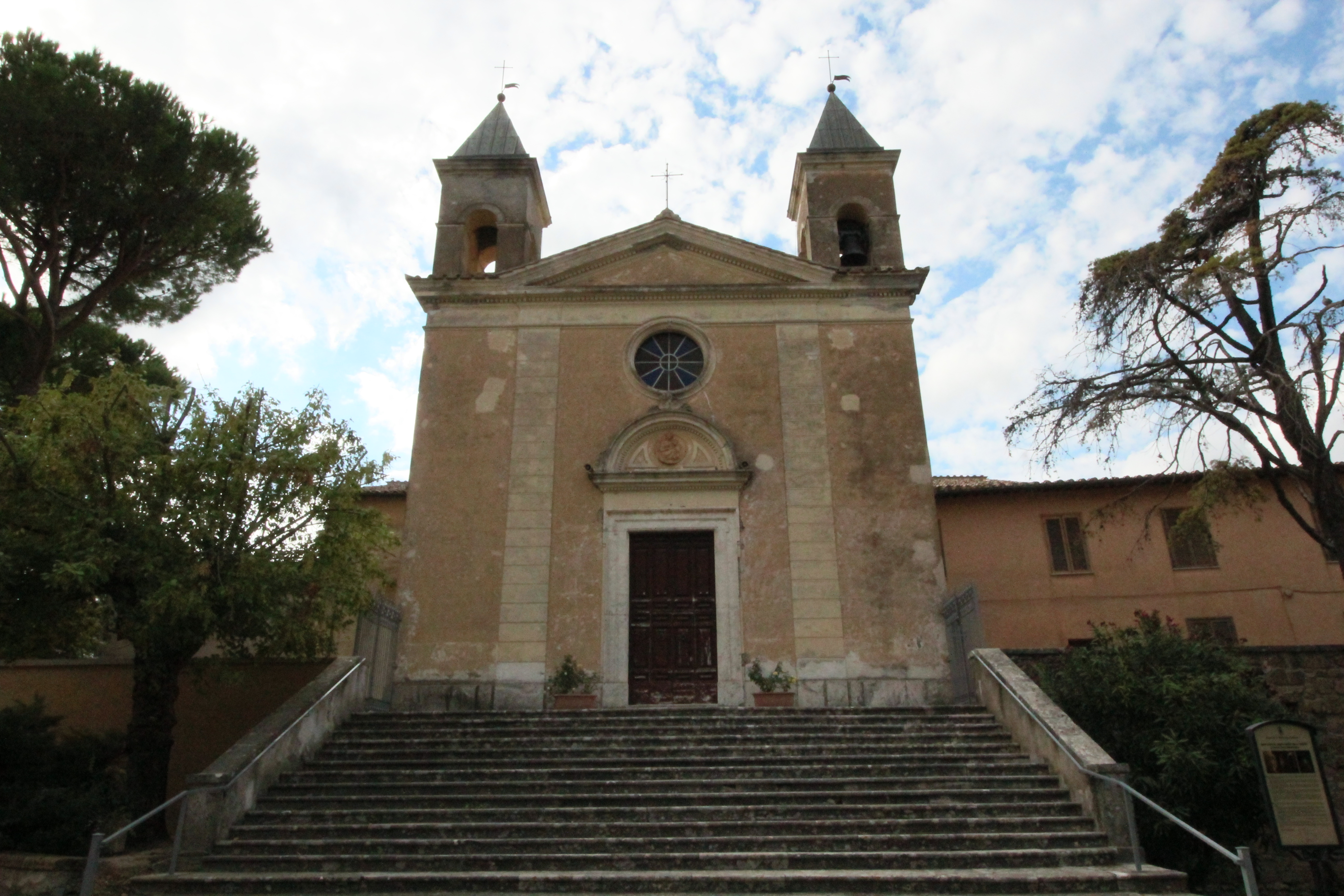
Santuario di Santa Maria delle Grazie

- Santuario della Madonna delle Grazie
- Cripta protoromanica della Madonna delle Grazie

- Chiesa di San Michele Arcangelo
- Santuario della Madonna di Uliano (Loc. Colle Sala)
- Chiesa della Madonna degli Angeli (Loc. Angeli)
- Chiesa dei Santi Cesareo e Rosa (Loc. Berardelli)
- Chiesa di Santa Serena (Fraz. Foglia)

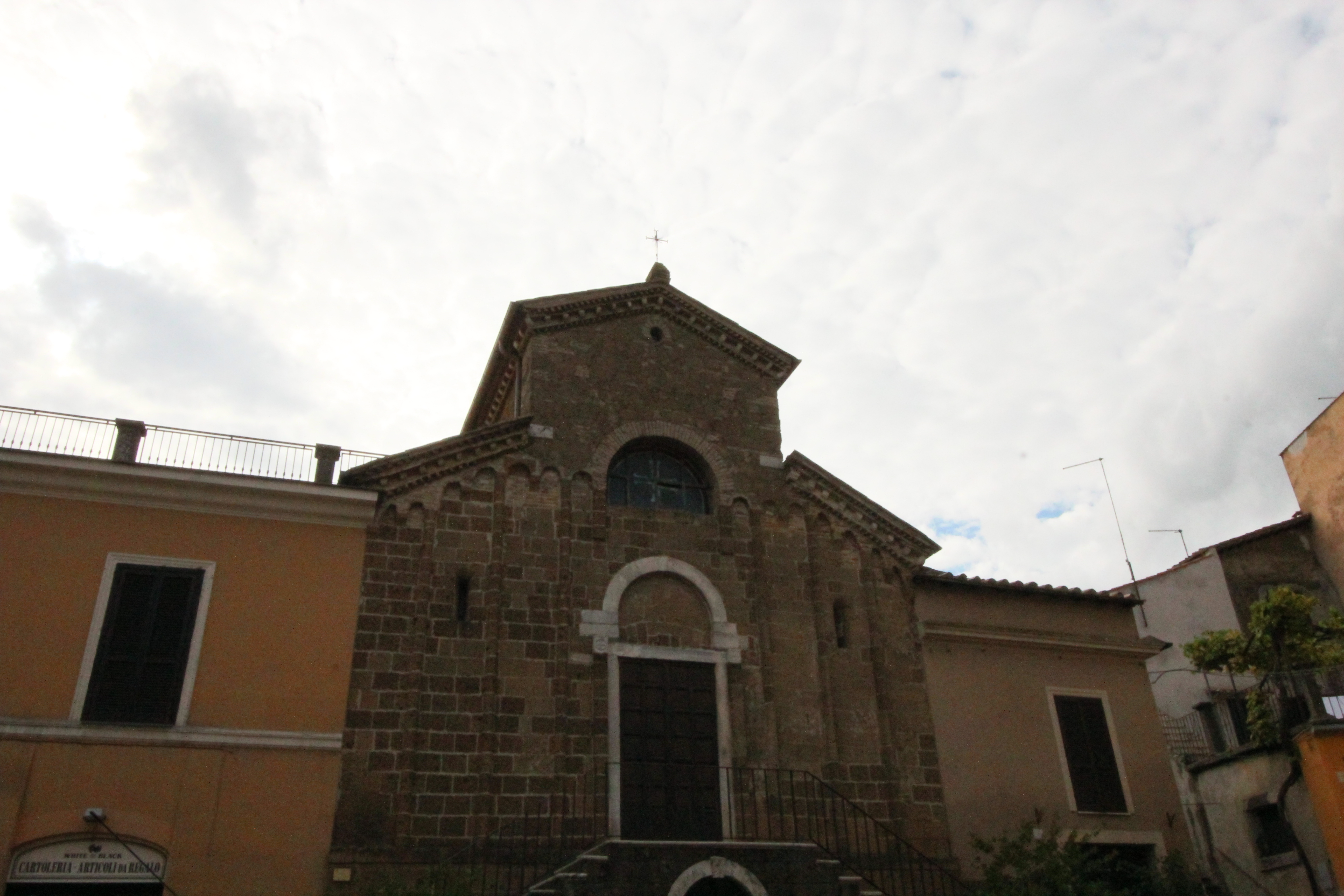
San Pietro

- Chiesa romanica di San Pietro

### Architetture civili
- Palazzo Vannicelli (oggi Municipio)
- (ex) Seminario Vescovile
- Edificio Scolastico
- Ospedale vecchio
- Porta Santa Croce
- Porta Romana
- Fontana Unità d'Italia
- Torre Civica
- Villa Solimani-Mariotti
- Palazzo Orsolini-Cencelli
- Palazzo Gori (oggi Museo)
- Belvedere Giuseppe Mazzini
- Monumento ai caduti della guerra 1915-18
- Monumento de La Memoria (Loc. Frangellini)

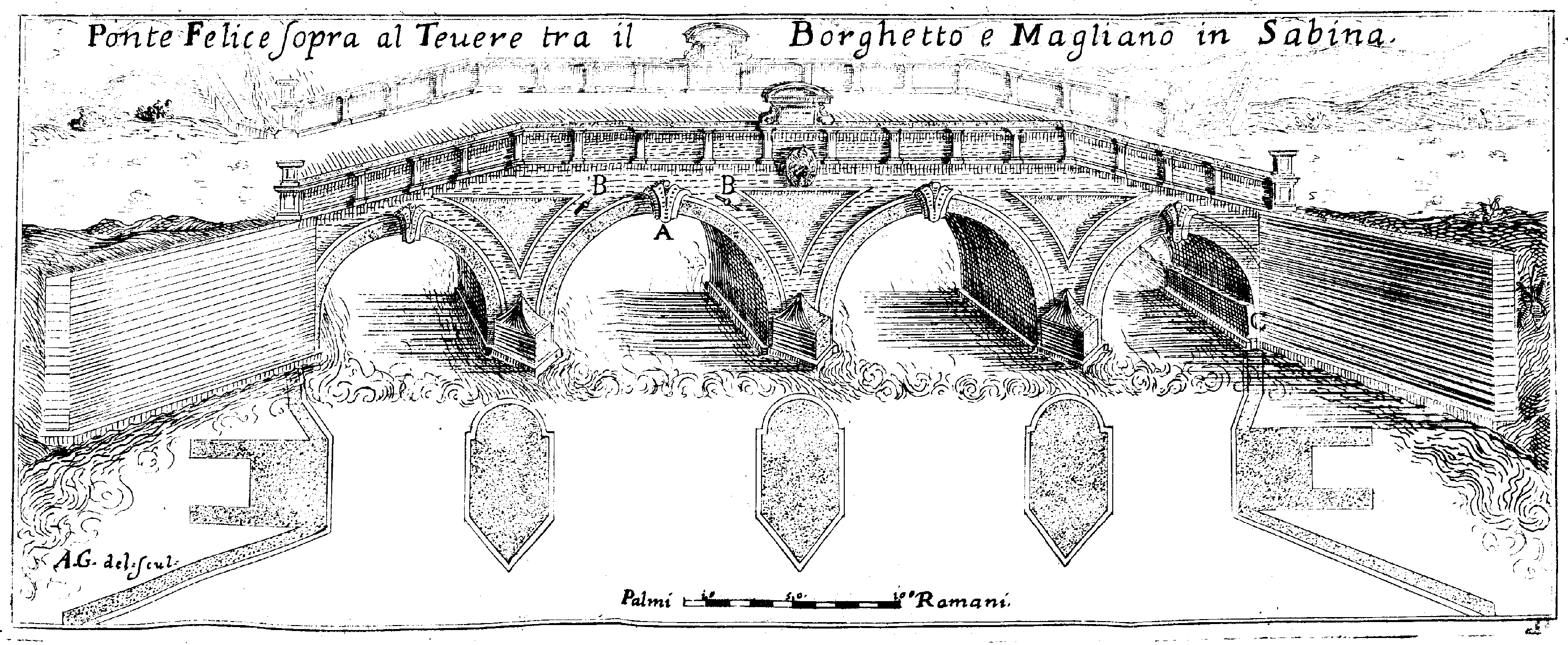
Ponte Felice sopra al Tevere, tra il Borghetto (Frazione di Civita Castellana) e Magliano in Sabina, nel 1676

### Siti archeologici
Per quanto riguarda i resti archeologici, si segnalano:
- I ruderi in località San Lorenzo del porto romano sul Tevere denominato Catiliano.
- Sepolcro romano di Foglia.
- Villa romana in località San Sebastiano, forse appartenuta alla famiglia dei Claudi per il rinvenimento di frammenti di doli che riportavano il nome di tale famiglia.
- Villa romana in località Porto Sant'Agata, situata su un costone a strapiombo sul Tevere, dove era presente anche il porto romano di Foglia. La villa sembrerebbe aver avuto la doppia funzione di abitazione e magazzino per le merci. L'opus reticolatum è databile alla fine del II- I secolo a.C.
- Necropoli arcaica del Giglio
- Centro arcaico e necropoli di Foglia.

## Società

### Evoluzione demografica
Abitanti censiti

## Cultura

### Istruzione

#### Biblioteche
- Biblioteca comunale
- Archivio storico comunale

#### Scuole
- Istituto Omnicomprensivo Statale "Sandro Pertini"

(Asilo nido, Scuole materna/elementare/media, Liceo scientifico "Mario Tagliacozzo", Istituto professionale per l'enogastronomia e l'ospitalità alberghiera)

#### Musei
- Museo civico archeologico di Magliano Sabina

### Teatri
- Teatro Manlio (comunale)
- Teatro parrocchiale

## Amministrazione

### Primi cittadini (dal 1980)
| Periodo | Periodo   | Primo cittadino  | Partito | Carica  | Note |
| ------- | --------- | ---------------- | ------- | ------- | ---- |
| 1980    | 1993      | Vittorino Rufini |         | Sindaco |      |
| 1993    | 1999      | Paola Fratoni    |         | Sindaco |      |
| 1999    | 2009      | Angelo Lini      |         | Sindaco |      |
| 2009    | 2019      | Alfredo Graziani |         | Sindaco |      |
| 2019    | in carica | Giulio Falcetta  |         | Sindaco |      |

## Infrastrutture e trasporti

### Ferrovie
|  | È raggiungibile dalla stazione di Civita Castellana-Magliano. |

### Strade
Il comune è servito dalle seguenti strade:
- A1 del Sole (casello di Magliano Sabina)
- SS3 Flaminia
- SP54 di Magliano e di Calvi
- SR 657 ex Via Lambruschina Magliano-Collevecchio-Tarano

## Sport

### Calcio
La principale squadra di calcio della città è la Polisportiva Maglianese, che milita nel girone unico di Viterbo in Terza Categoria

### Pallavolo
La Maglianese Volley, fondata nel 1957 e affiliata alla Federazione Italiana Pallavolo dal 1960, con più di 100 tesserati partecipa a diversi campionati giovanili sia femminili che maschili.
La squadra maschile milita nel campionato regionale di serie C. 
Importante per il movimento anche la squadra Over.

### Pugilato
Settore storico della Polisportiva Maglianese, con circa 30 tesserati e diversi atleti in ambito dilettantistico.

### Karate
Settore storico della Polisportiva Maglianese; negli anni gli atleti maglianesi hanno conquistato ben 7 campionati italiani.